# Lasiodorides polycuspulatus
Lasiodorides polycuspulatus é uma espécie de aranha pertencente à família Theraphosidae (tarântulas).